# Siamanthus
Siamanthus là một chi thực vật trong họ Zingiberaceae. Nó được Kai Larsen và John Donald Mood mô tả năm 1998 với loài Siamanthus siliquosus.

## Các loài
Tại thời điểm năm 2021, chi này chỉ chứa 1 loài đã biết:
- Siamanthus siliquosus K.Larsen & J.Mood, 1998: Miền nam Thái Lan.